# Pannes, Loiret
Pannes är en kommun i departementet Loiret i regionen Centre-Val de Loire strax norr Frankrikes mitt. Kommunen ligger i kantonen Châlette-sur-Loing som tillhör arrondissementet Montargis. År 2022 hade Pannes 3 719 invånare.

## Befolkningsutveckling
Antalet invånare i kommunen Pannes
| Referens: INSEE |